# Liponeura megalatlantica
Liponeura megalatlantica är en tvåvingeart som först beskrevs av Vaillant 1956.  Liponeura megalatlantica ingår i släktet Liponeura och familjen Blephariceridae.
Artens utbredningsområde är Marocko. Inga underarter finns listade i Catalogue of Life.